# پوکرایتسی
شهر پوکرایتسی (به روسی: Покрајци) در کشور مونته‌نگرو واقع شده‌است. جمعیت این شهر ۱٬۹۱۵ نفر  است.